# Kamil Mitoń
Pour les articles homonymes, voir Miton (homonymie).
Kamil Mitoń est un joueur d'échecs polonais né le 12 avril 1984 à Cracovie. Grand maître international depuis 2002, il a remporté le championnat du monde des moins de douze ans en 1996 et la médaille d'argent lors du championnat du monde d'échecs junior de 2000.
Au 1er juin 2016, Kamil Mitoń est le septième joueur polonais avec un classement Elo de 2 614

## Palmarès
Kamil Mitoń finit premier ex æquo de l'open de Reykjavik en 2011.
Il a remporté :
- le tournoi First Saturday de Budapest en décembre 2003 (ex æquo avec Levente Vajda) ; le jeune Magnus Carlsen finit quatrième du tournoi ;
- le World Open de Philadelphie en 2002 et 2005 (vainqueur au départage à chaque fois) ;
- l'open de Bajada de la Virgen en 2005.

En 2006, il finit quatrième du mémorial Capablanca, premier du tournoi de Elgoibar en 2007 (7/9, +5, =4), deuxième ex æquo de l'open du Canada en 2007, puis deuxième du mémorial Rubinstein en 2008.

## Compétitions par équipe
Kamil Mitoń a représenté la Pologne lors de quatre olympiades (en 2002, 2004, 2008 (deuxième échiquier) et 2010) et de trois championnats d'Europe par équipe : en 2007 (il jouait au deuxième échiquier et la Pologne finit quatrième), en 2011 et 2013.